# أبو قرينات
قرية أبو قرينات، هي قرية عربية فلسطينية تقع داخل حدود دولة الاحتلال الإسرائيلي، تقع القرية جنوبي شارع 25 بالقرب من مفرق عرعرة النقب. تقع القرية اليوم ضمن نفوذ المجلس الإقليمي واحة الصحراء. وهي واحدة من 11 قرية اعترفت بها الدولة (من أصل 46 قرية غير معترف بها) ، حيث قررت الحكومة الاعتراف بالقرية عام ,1999 ويسكن القرية حوالي 5000 مواطن

## أصل التسمية
اسم القرية مأخوذ من اسم العشيرة التي تقطنها "أبو قرينات" وهي عشيرة متفرعة من قبيلة "التياها"  أقدم القبائل توطنا في التيه، واصلهم من بني هلال الذين هاجروا من بلادهم فرارا من المعاناة ودخلوا سيناء وسكنوا بلاد التيه) وهي منطقة تقع عند صحراء سيناء).

## البنية التحتية
بالرغم من أنها قرية معترف بها إلا أنه لا يوجد مرافق عمومّية تقريًبا، فلا يوجد سوى عيادة. البيوت غير مّتصلة بالمياه من نقطة ارتباط رئيسية، فيضطر السكان لاستعمال ألواح الطاقات الشمسية من اجل الكهرباء كما لا يوجد فيها خدمات المواصلات العامة، ما يعيق إمكانّية الوصول إلى الخدمات المختلفة، مثل الدراسة والعمل في البلدات األخرى.

## الأثار والحفريات
في القرية  في شهري أغسطس - سبتمبر 2016 ، تم إجراء حفريات تفتيشية في منطقة أبو قرينات، و تم الكشف عن بقايا من العصر البيزنطي وأوائل الفترة اإلسالمية. تم العثور على جميع البقايا المعمارية في حالة سيئة من الحفظ، بدون فخار أو القليل جًدا منه، لذلك غالًبا ما يكون من الصعب تحديد تاريخها. بعض الذي تم اكتشافه : في أعلى تل في القرية، تم الكشف عن قبر به ثالث حجرات متوازية، على محور شرق-غرب. وفي الغرفة الشمالية، تم اكتشاف هيكل عظمي يواجه الجنوب، المرأة يتراوح عمرها بين 20 و 35 عا ًما ، كما هو معتاد في مدافن المسلمين. تم العثور داخل المقبرة على فخار واحد يعود إلى العصر المملوكي.
اكتشاف فخاري تم العثور على بضع قطع خزفية ، ومنها : أكواب ، وأوعية مزخرفة زخارف نموذجية للعصر المملوكي ، وأباريق رمادية تعود إلى العهد العثماني .
جدران نصف دائرية في الجزء السفلي من بعض المنحدرات، تم الكشف عن جدران نصف دائرية ، مبنية من أحجار حقل كبيرة على قاعدة صخرية ، والتي تم الحفاظ عليها على ارتفاع مدماكين. تم تصميم الجدران إلنشاء أسطح مستوية للزراعة تعتمد على مياه الجريان السطحي. في المنطقة المحاطة بالجدار )طوله 22 م ( تم العثور على طبقة مستوية من التربة الزراعية على األرض الصخرية الطبيعية. في كل هذه البقايا ، تم العثور على فخار من العصور البيزنطية أو اإلسالمية أو العثمانية المبكرة. تشير نتائج الحفريات إلى وجود نشاط زراعي مكثف في المنطقة خالل الفترات البيزنطية والمملوكية والعثمانية بشكل رئيسي. أدى هذا النشاط إلى تغيير المشهد من خالل بناء جدران الشرفات في الوديان والسدود والجدران شبه الدائرية على المنحدرات ، فضالً عن المنشآت والصهاريج المنحوتة في الصخر.